# Kemine
Kemine, właśc. Mämmetweli (ur. ok. 1770, zm. 1840) – turkmeński poeta.
Pisał utwory satyryczne z silnymi akcentami społecznymi, liryki i wiersze dydaktyczne. Jego utwory krążyły w ustnym przekazie, zanim zostały wydane w 1959.